# خدمات گوگل پلی
خدمات گوگل پلی (Google Play Services) یک مجموعه از سرویس‌ها و بسته‌های API از طرف گوگل برای دستگاه‌های اندرویدی است که با معرفی در سال ۲۰۱۲ دسترسی به APIهای Google+ و OAuth 2.0 را فراهم کرد. این سرویس برای پوشش سرویس‌های مختلف گوگل توسعه یافت و به برنامه‌های موبایل امکان برقراری ارتباط با این سرویس‌ها از طریق روش‌های رایج را فراهم آورد.

## خدمات
سرویس بازی گوگل پلی (Google Play Game Services) می‌تواند توسط توسعه دهندگان اپلیکیشن‌ها به کار گرفته شود و یک تجربه رقابتی و اجتماعی را ایجاد کند. APIهای موقعیت مکانی نیز مشخصات مربوط به فناوری‌های موقعیت مکانی نظیر جی‌پی‌اس را جهت ساخت اپلیکیشن‌های مکان محور به توسعه‌دهندگان ارائه می‌دهند.
خدمات گوگل پلی تقریباً توسط همه برنامه‌های ساخته شده توسط خود گوگل استفاده می‌شود و بدون این سرویس ممکن است برنامه‌ها به درستی کار نکنند.

## بروزرسانی
سروی
س گوگل پلی به‌طور خودکار از طریق فروشگاه گوگل پلی در دستگاه‌های اندرویدی نسخه ۴٫۱ و بالاتر، به روز می‌شود. این بدان معنی است که گوگل می‌تواند بدون نیاز به بروزرسانی سیستم عامل توسط سازندگان، به روزرسانی‌هایی را از این طریق انجام دهد.